# Polarstern
Der Polarstern, auch Nordstern oder α Ursae Minoris (α UMi) genannt, ist der hellste Stern im Sternbild Kleiner Bär (auch Kleiner Wagen oder Ursa Minor genannt). Da seine scheinbare Helligkeit mit 2 mag relativ groß ist und er nahe dem Nordpol des Himmels steht, ist er ein geeignetes Mittel zur Feststellung der geographischen Nordrichtung.

## Name
Für diesen Stern ist eine Vielzahl von Namen überliefert, was seine große Bedeutung in den verschiedensten Kulturkreisen widerspiegelt: Stella Polaris oder nur Polaris sowie Nordstern; bei den Griechen der Antike hieß er Phoenice („der Phönizische“), andere Namen sind Angelstern, Cynosaura, Cynosura (griechisch Κυνόσουρα „Schwanz des Hundes“), Lodestar, Mismar, Navigatoria, Tramontana, Çulpan und Poljarnaja. Ein anderer Name für den Polarstern ist auch Nordpolarstern.
Die systematische Bezeichnung in der Astronomie ist α Ursae Minoris (Alpha Ursae Minoris) oder kurz α UMi.
Die IAU Working Group on Star Names (WGSN) hat am 30. Juni 2016 den Eigennamen Polaris als standardisierten Eigennamen für diesen Stern festgelegt.

## Dreifachsternsystem
Polaris ist ein visueller Doppelstern. Der Begleiter mit der scheinbaren Helligkeit 9 mag in 18,4″ Abstand wurde 1780 von Wilhelm Herschel entdeckt. Der Hauptstern selbst ist wiederum doppelt, was erst 2006 mit Hilfe des Hubble-Weltraumteleskops optisch aufgelöst werden konnte. Die beiden Komponenten weisen einen Winkelabstand von 0,17 Bogensekunden auf.
Einige Zeit wurde der Hauptstern als pulsationsveränderlicher Stern der Klasse der Cepheiden mit einer Helligkeitsschwankung zwischen 1,92 mag bis 2,07 mag und einer Periode von 3,9 Tagen angesehen. Seit etwa 1980 klingen diese Schwankungen aber langsam ab und betragen inzwischen nur noch etwa 0,01 mag bis 0,02 mag. Der Polarstern bewegt sich mit einer Geschwindigkeit von 17 km/s auf die Erde zu. Bis zur Entdeckung seiner Veränderlichkeit diente er auch als Bezugsstern (Nullpunkt) für die Skala der scheinbaren Helligkeit.
Die Komponenten des engen Doppelsterns werden systematisch als Polaris Aa und Polaris Ab bezeichnet, der Begleiter als Polaris B. Der Hauptstern des Systems, Polaris Aa, ist ein Heller Riese und etwa 2000-mal heller als die Sonne. Er ist rund 448 Lichtjahre von der Erde entfernt. Polaris Ab ist ein Zwergstern, der Polaris Aa in einem Abstand von ca. 20 AE (3 Milliarden Kilometer, in etwa die Entfernung des Planeten Uranus von der Sonne) innerhalb von etwa 30 Jahren in einem retrograden Orbit umkreist. Zwei weitere potenzielle Begleiter in 43″ (C) und 83″ (D) Abstand gehören sehr wahrscheinlich nicht zum Sternsystem.

## Daten des Polarsterns

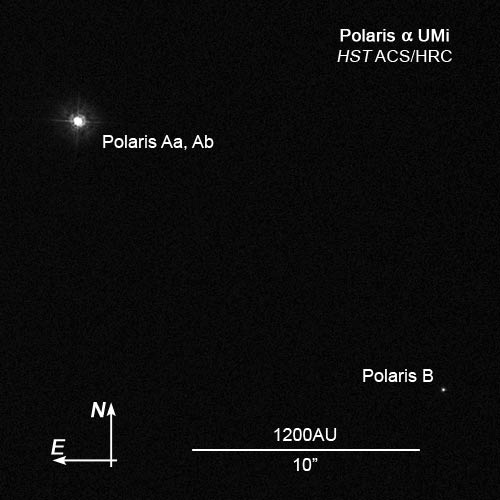
Die Komponenten von Alpha Ursae Minoris

Der Polarstern befindet sich derzeit nur etwa 0,7° vom nördlichen Himmelspol entfernt und ist daher auf der Nordhalbkugel der Erde ganzjährig sichtbar (zirkumpolar), auf der Südhalbkugel hingegen nie. Aufgrund seiner Polnähe wird er seit Langem zur freiäugigen Orientierung und als Navigationshilfe verwendet. Man kann mit Hilfe dieses Sterns die Richtung zum geographischen Nordpol bestimmen, da die Rotationsachse der Erde derzeit in seine Richtung zeigt.
Beobachter auf der nördlichen Hemisphäre können den Polarstern das ganze Jahr über am Himmel finden, bei gleichem Standort an nahezu gleicher Stelle über dem Horizont. Sein Höhenwinkel entspricht ungefähr dem (nördlichen) Breitengrad, auf dem der Beobachter sich befindet. Als Stern mit einer scheinbaren Helligkeit der 2. Größe fällt er aber nicht sofort ins Auge und ist keineswegs der hellste sichtbare Stern des Nachthimmels. Doch ist Polaris der hellste Stern im Sternbild Kleiner Bär und immerhin um 3,47 mag heller als der derzeitige Polstern der Südhalbkugel Sigma Octantis. Sehr helle Sterne sind in etwa 30° Abstand in den Sternbildern Kassiopeia und Großer Bär zu finden; jene auffälligen, die den sogenannten Großen Wagen bilden, werden häufig als Hilfe zum Auffinden des Polarsterns herangezogen (siehe unten).
Am südlichen Sternenhimmel gibt es keinen Stern vergleichbarer Helligkeit in Polnähe; als Pendant des Polarsterns kann dort Polaris Australis (σ Octantis) angesehen werden, ein viel schwächerer Stern mit einer scheinbaren Helligkeit von 5 mag.

## Auffinden am Himmel

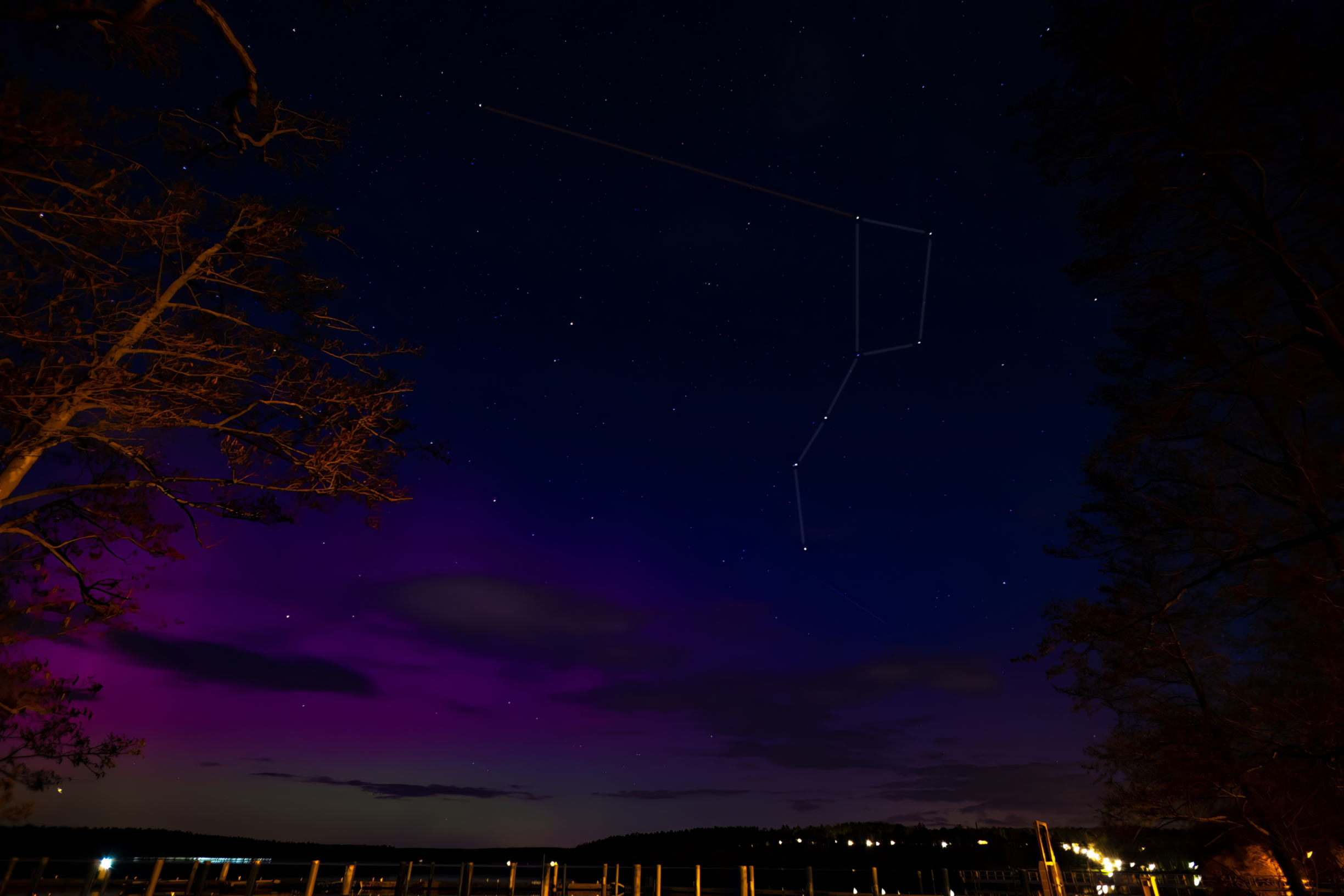
Großer Wagen und Polarstern

Das Sternbild Großer Bär bzw. Großer Wagen ist sehr deutlich und in nördlichen Breiten ganzjährig am Himmel zu sehen. Verlängert man die gedachte Verbindungslinie zwischen den beiden hellen hinteren Sternen des Großen Wagens (über dessen »Hinterachse«) um etwa das Fünffache, gelangt man fast direkt zum Polarstern, der ca. 1,5 Monddurchmesser neben der gedachten Linie liegt.
{\displaystyle {\overline {\alpha _{UMa}\;\alpha _{UMi}}}\quad =\quad 5\cdot {\overline {\alpha _{UMa}\;\beta _{UMa}}}}
Eine andere Variante ist, zwischen dem ersten und dritten Deichselstern (je nach Jahreszeit und Beobachterposition) des Großen Wagens und dem Mittelstern der Kassiopeia eine Linie zu ziehen. Der Polarstern befindet sich in etwa in der Mitte dieser Verbindungslinie.
Bei beiden Methoden besteht die Möglichkeit des Versehens, den Polarstern mit einem der beiden „Hinterachsensterne“ des Kleinen Wagens zu verwechseln. Hilfreich ist hingegen, dass weder unter- noch oberhalb des Polarsternes ein vergleichbar heller Stern zu erkennen ist.
Die Lage des Großen Wagens und der Cassiopeia (wie auch die aller anderen Sternbilder) hängt von der Jahreszeit, der Uhrzeit und dem Breitengrad des Beobachters ab (siehe auch Sternzeit).
Die Koordinaten des Polarsterns:
- Äquinoktium 2000.0: Rektaszension 2h 31m 49s, Deklination +89°15′51″
- Äquinoktium 1950.0: Rektaszension 1h 48,8m, Deklination +89°02′

## Polarstern in Vorzeit und Zukunft

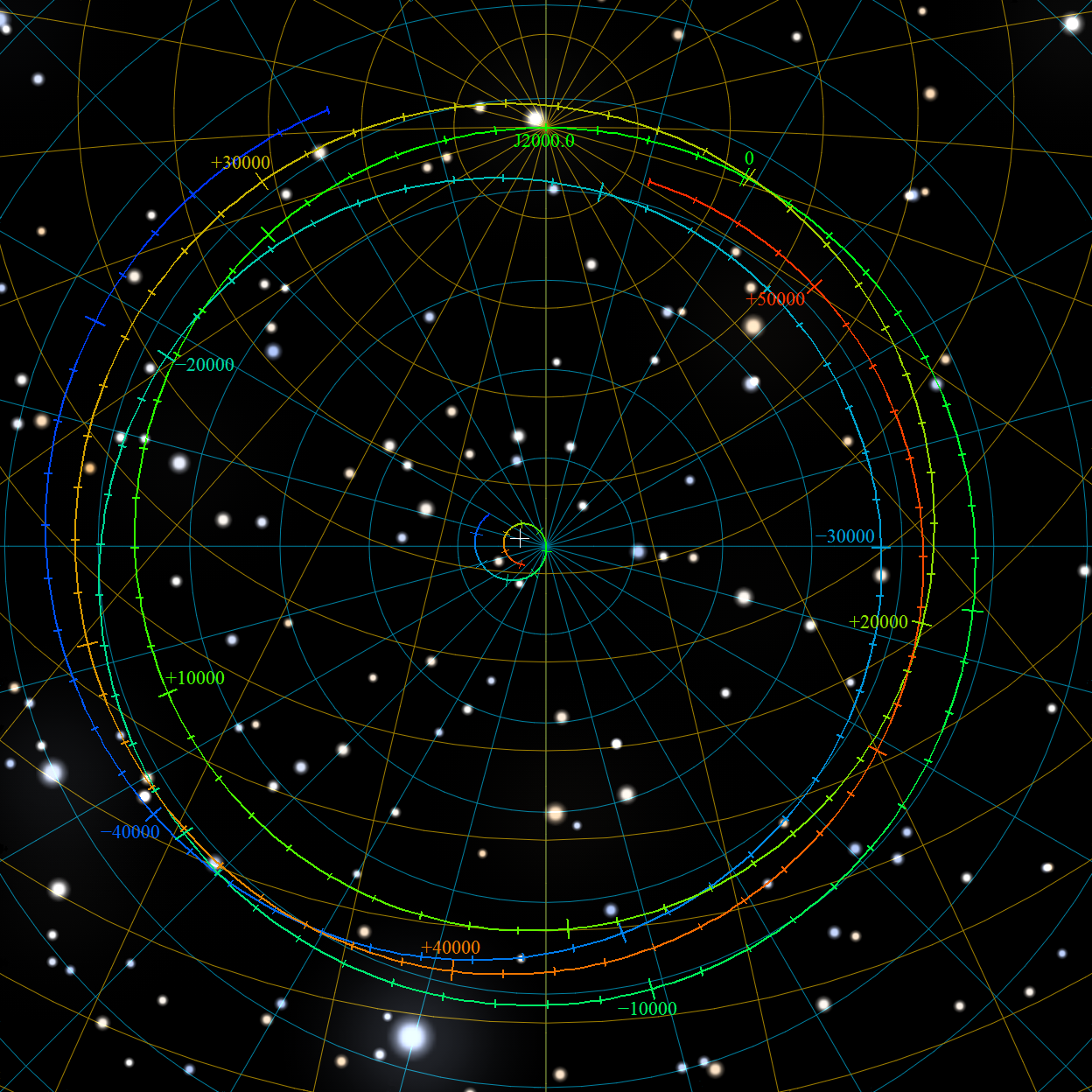
Präzessionsbewegung des Nordpols über ein Zeitintervall von 100.000 Jahren, projiziert auf den Sternenhimmel der Epoche J2000.0

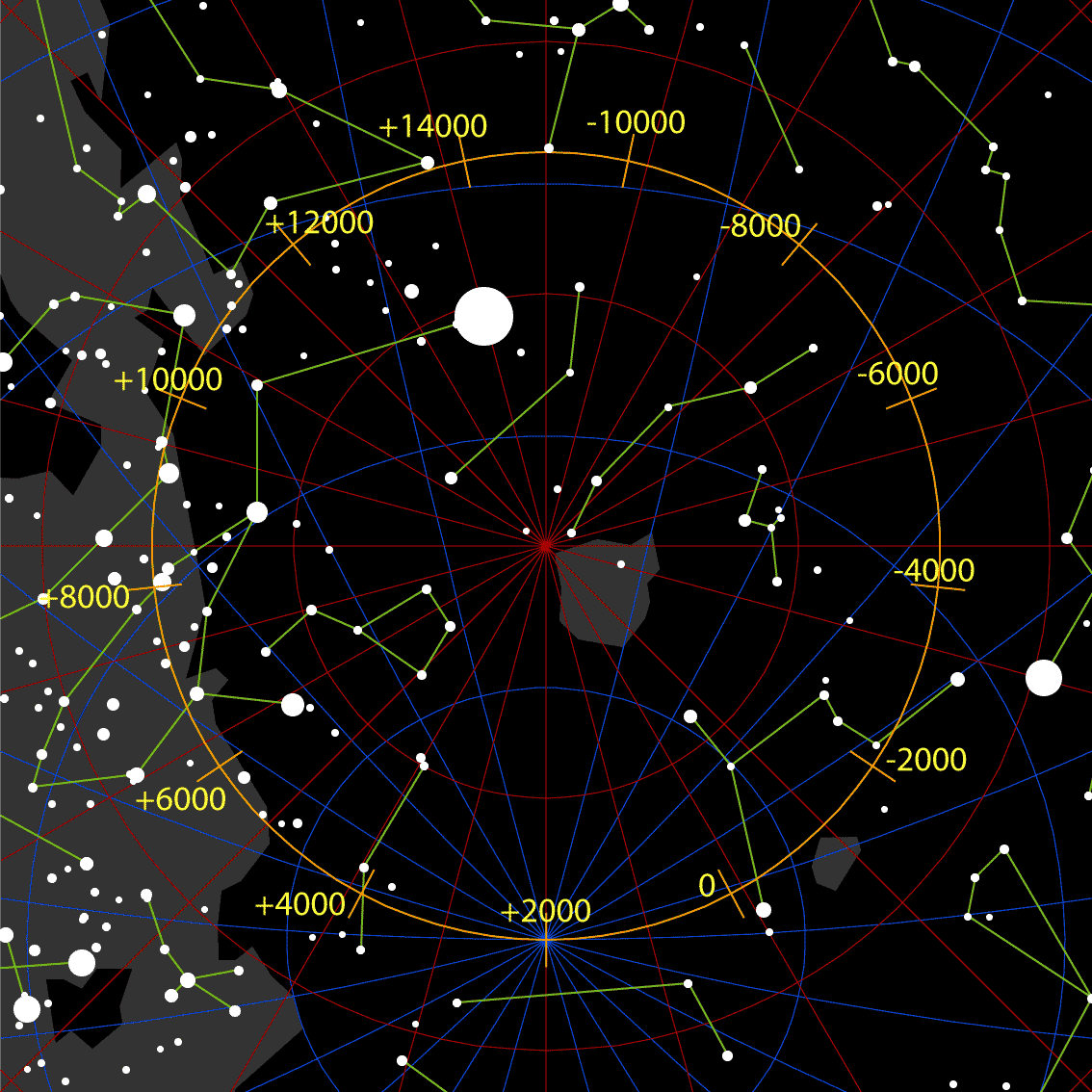
Präzessionsweg des Himmelssüdpols um den Ekliptikpol bei Annahme unveränderter Geschwindigkeit und Obliquität (Epoche J2000.0)

Die Lage der Rotationsachse der Erde ist nur annähernd raumfest. Die Erdachse verändert ihre Lage im Raum im Laufe der Zeit und führt eine langsame Kreiselbewegung aus. Mit einer Periode von rund 25.700 Jahren, dem platonischen Jahr, bewegt sich daher der Himmelspol um den Pol der Ekliptik, der im Sternbild des Drachen liegt. Dieser Vorgang wird als Präzession bezeichnet und führt zu einer allmählichen Verschiebung der Himmelspole. Arabischen Astronomen galt deshalb ursprünglich der Stern Kochab als der Polarstern, türkischen Astronomen Yildun. Etwa 2800 v. Chr. diente Thuban als Polarstern.
Der Polarstern bewegt sich gegenwärtig durch diese Verschiebung der Koordinaten noch geringfügig in Richtung Himmelspol; den geringsten Abstand von ihm wird er im Jahre 2102 mit 0° 28' 31" {\displaystyle \approx } 0,4753° erreichen, um sich danach wieder langsam von ihm zu entfernen. In etwa 12.000 Jahren wird dann die Wega, der Hauptstern im Sternbild Leier, erneut Polarstern sein. Sie war es bereits in der Steinzeit vor etwa 14.000 Jahren.
Liste der jeweiligen Polarsterne:
| ca. Jahr            | Polarstern                                                 |
| ------------------- | ---------------------------------------------------------- |
| 12000–11500 v. Chr. | Wega (Alpha Lyrae)                                         |
| 10500 v. Chr.       | 90 Herculis                                                |
| 7500 v. Chr.        | Tau Herculis                                               |
| 5000 v. Chr.        | HR 5635 (Sternbild Bärenhüter)                             |
| 2900–2795 v. Chr.   | Thuban (Alpha Draconis)                                    |
| 1300 v. Chr.        | Thuban (Alpha Draconis), Kochab (Beta UMi), Kappa Draconis |
| 850–1000            | HR 4892, HR 4893 (Sternbild Giraffe), Kochab (Beta UMi)    |
| 2000                | Stella Polaris (Alpha UMi)                                 |
| 4000                | Errai (Gamma Cephei)                                       |
| 6800                | Alkurhah (Zeta Cephei)                                     |
| 7500                | Alderamin (Alpha Cephei), Nü Cephei                        |
| 10800               | 26 Cygni                                                   |
| 11400               | Delta Cygni                                                |

| ca. Jahr          | Polarstern                               |
| ----------------- | ---------------------------------------- |
| 11800 v. Chr.     | Nü Puppis                                |
| 10950 v. Chr.     | HR 2203                                  |
| 10500 v. Chr.     | Eta Columbae                             |
| 7930 v. Chr.      | Delta Caeli                              |
| 3650 v. Chr.      | Lambda Horologii                         |
| 3000–2900 v. Chr. | Alpha Hydri                              |
| 2000 v. Chr.      | Eta Hydri                                |
| 100–1 v. Chr.     | Beta Hydri                               |
| 2000              | Sigma Octantis                           |
| 4000              | Delta Chamaeleontis, Gamma Chamaeleontis |
| 5000              | I Carinae                                |
| 5700              | Omega Carinae                            |
| 6750              | Ypsilon Carinae                          |
| 8100              | Tureis (Iota Carinae)                    |
| 9240              | Delta Velorum                            |
| 10800             | V Puppis                                 |
| 11200             | J Puppis                                 |

## Symbolische Verwendung
Eine schematische Darstellung der Lage am Himmel findet sich auch auf der Flagge Alaskas.